# Cléry (rivière)
Pour les articles homonymes, voir Cléry.
La Cléry est une rivière française qui coule dans les départements de l'Yonne et du Loiret. Elle est un affluent du Loing, donc un sous-affluent de la Seine.

## Géographie
Sa longueur est de 43,1 km. Elle prend sa source aux Brouards sur la commune d'Égriselles-le-Bocage et se jette dans le Loing à Fontenay-sur-Loing.

### Son nom

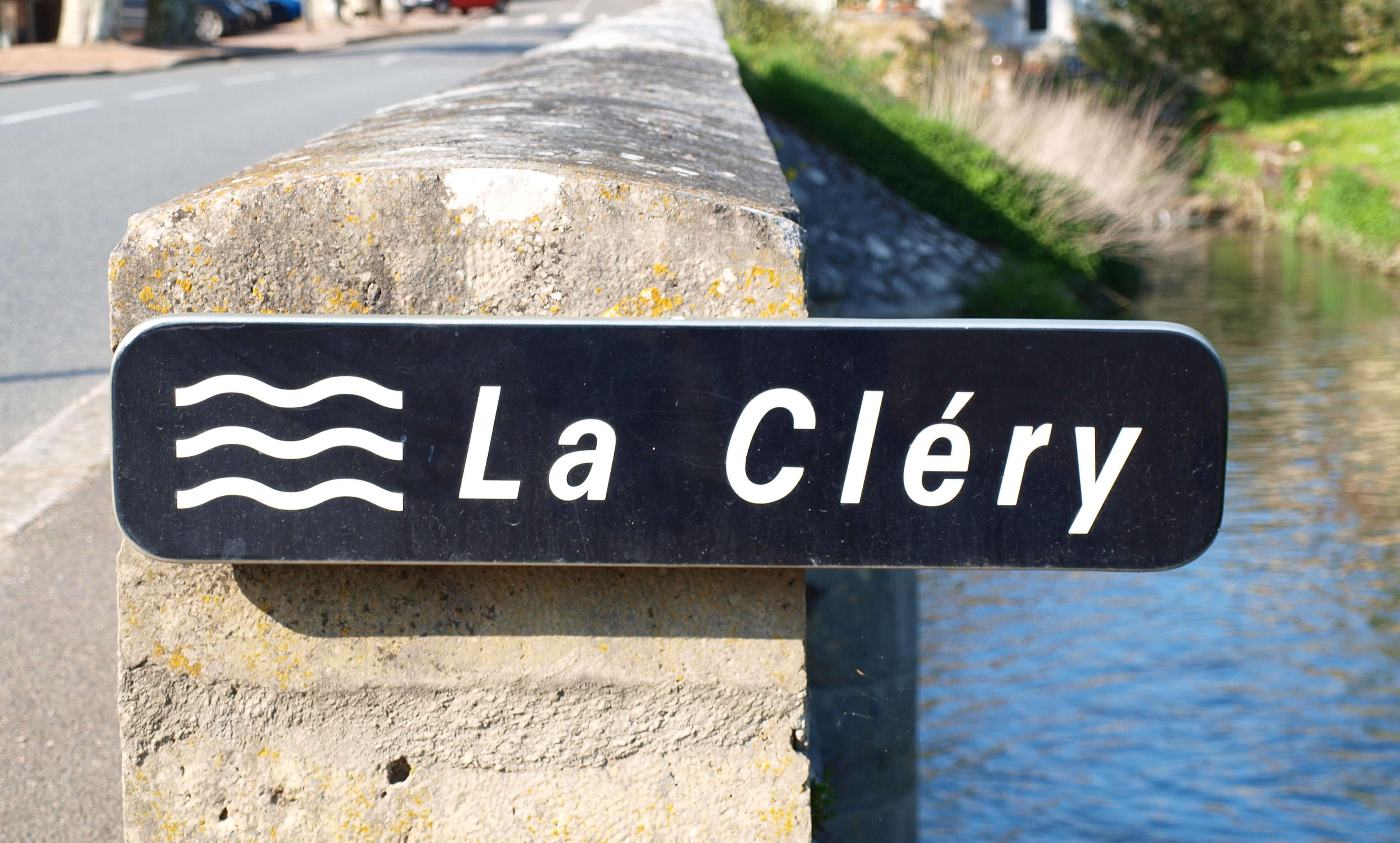
La Selle-sur-le-Bied :
nommée « Cléry »

À sa source et au moins jusqu'après Savigny-sur-Clairis, elle s'appelle la Clairis - qui n'est donc pas un affluent de la Cléry comme certains le pensent, et d'ailleurs n'est pas individuellement répertorié par le Sandre. La question est de savoir quand elle change de nom, un point sur lequel les avis diffèrent grandement.
Pour certains elle devient la Cléry quand elle passe de l'Yonne au Loiret (au pont d'Elvault).
Pour d'autres elle change de nom quelque part entre le bourg de Savigny et sa limite de commune, mais la même référence la nomme "la Clairie" sur environ 1,5 km immédiatement en amont de Courtenay, et à part cet intervalle, la nomme "Clairis" depuis son arrivée sur la commune de Courtenay jusqu'à sa sortie de la commune de Saint-Loup-de-Gonois.
D'autres cartes encore l'appellent "Clairis" sur tout son parcours.

## Communes traversées
Le cours d'eau traverse le territoire de treize communes, citées ici d'amont en aval :
Dans l'Yonne
Égriselles-le-Bocage ~ Vernoy ~ Savigny-sur-Clairis
Dans le Loiret
Courtenay ~ Saint-Hilaire-les-Andrésis ~ Chantecoq ~ Courtemaux ~ Saint-Loup-de-Gonois ~ La Selle-sur-le-Bied ~ Griselles ~ Ferrières-en-Gâtinais ~ Fontenay-sur-Loing ~ Dordives

## Affluents

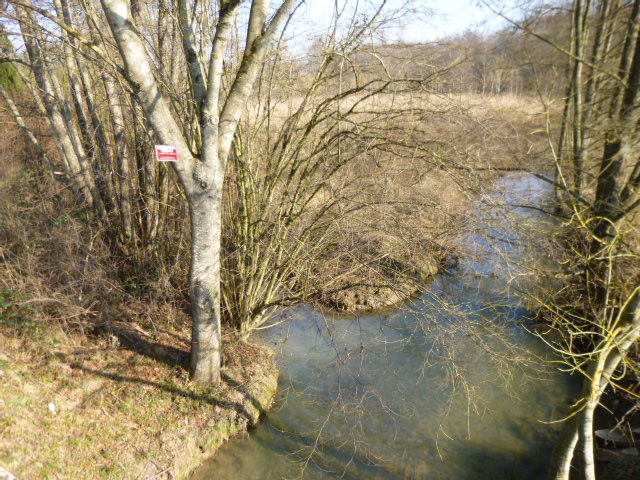
Ru de Piffonds quelque 40 m avant sa confluence

- Le "ru de Piffonds" tel qu'il est appelé localement, vient de Piffonds soit presque 10 km de parcours. Difficile de déterminer le nom du cours d'eau dont ce ru est affluent, puisqu'il conflue moins de 100 m en aval du bras de rivière précédemment cité et donc dans la partie au nom incertain du cours d'eau. Quoi qu'il en soit, s'il est saisonnier sur pratiquement tout son parcours, le bassin versant du ru de Piffonds couvre des terres en très large majorité agricoles et sa présence impose des restrictions croissantes aux agriculteurs quant à l'emploi des phytosanitaires et autres agents de cultures. De plus il reçoit le ru de Bougis, naissant de la source du même nom qui est captée par la commune pour fournir une partie de l'eau potable de Courtenay.
- Le ru des Haies de la Ville[5] prend sa source dans le sud de la commune de Courtenay puis passe sur Saint-Hilaire-les-Andrésis et conflue en aval de Courtenay ;
- Le ru de la Vallée Saint-Jacques[6] ;
- Le ruisseau de la Gobine[7].

## Hydrologie

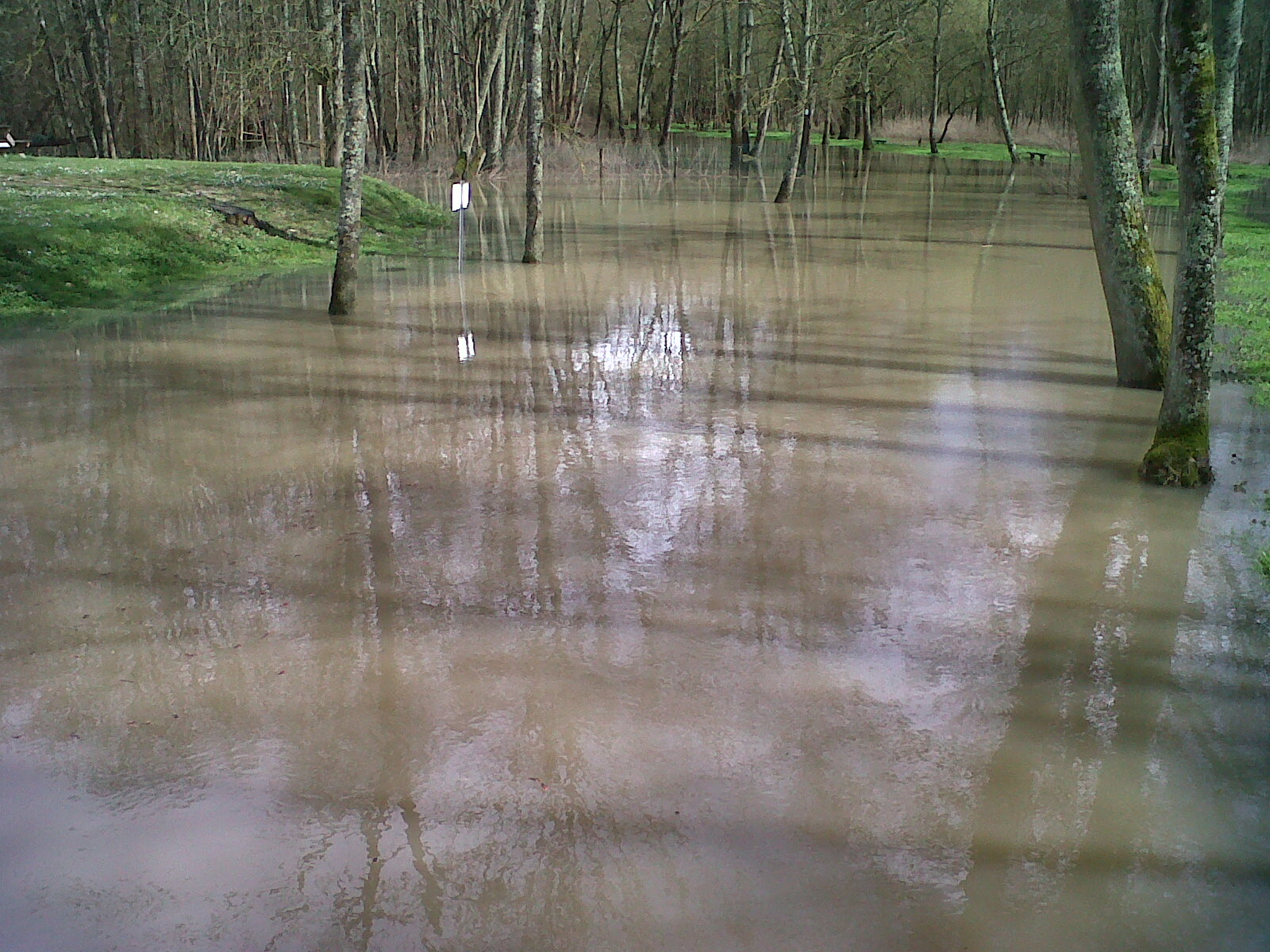
La rivière en crue le 12 avril 2013

La Cléry est un cours d'eau régulier. Son débit a été observé de 1997 à 2008, à Ferrières-en-Gâtinais, à une dizaine de kilomètres du confluent avec le Loing. Il est de 1,45 m3/s, pour un bassin versant de 270 km2.
Le débit fluctue peu dans l'année. On distingue cependant une période de hautes eaux de janvier à avril avec des moyennes mensuelles de 1,68 à 2,17 m3/s (maximum en mars). Dès avril, le débit diminue jusqu'au basses eaux d'été-automne de juin à octobre avec une baisse du débit moyen mensuel jusqu'à 0,887 m3/s en août, ce qui reste abondant. D'octobre à janvier, la débit progresse. Ces moyennes mensuelles ne sont pas exemptes de fluctuations plus prononcées sur courtes périodes.
Aux étiages, le VCN3 peut baisser à 0,45 m3/s en cas de quinquennale sèche, ce qui, loin d'être sévère, reste au contraire élevé voire presque abondant.
D'autre part, les crues sont relativement modérées pour la région. Ainsi le débit instantané maximal enregistré à la station hydrométrique de Ferrières-en-Gâtinais a été de 20,5 m3/s le 30 décembre 2001, tandis que le débit journalier maximal était de 16,5 m3/s le lendemain.
Le Cléry n'est pas une rivière abondante. La lame d'eau écoulée dans son bassin est de 170 millimètres annuellement, ce qui est largement inférieur à la moyenne du bassin versant de la Seine (240 mm). Le débit spécifique (ou Qsp) de la rivière n'est que de 5,4 litres par seconde et par kilomètre carré de bassin, soit nettement moins que celui de l'ensemble du bassin séquanais (7,5 litres par seconde et par kilomètre carré).

## Patrimoine
D'amont en aval, on peut notamment citer :
- Le château de La Selle-sur-le-Bied, baigné côté sud par la Cléry en rive droite qui remplit les douves ceinturant le bâtiment (elle forme elle-même une partie des douves), est inscrit à l’inventaire des monuments historiques[9] ;
- Le pont du Gril de Corbelin[10] et le moulin Tosset[11] à Griselles sont tous deux inscrits à l’inventaire des monuments historiques ;
- Le château de Montalan à Saint-Hilaire-les-Andrésis ;

Le sentier de grande randonnée GR 132 longe une partie du cours de la rivière.

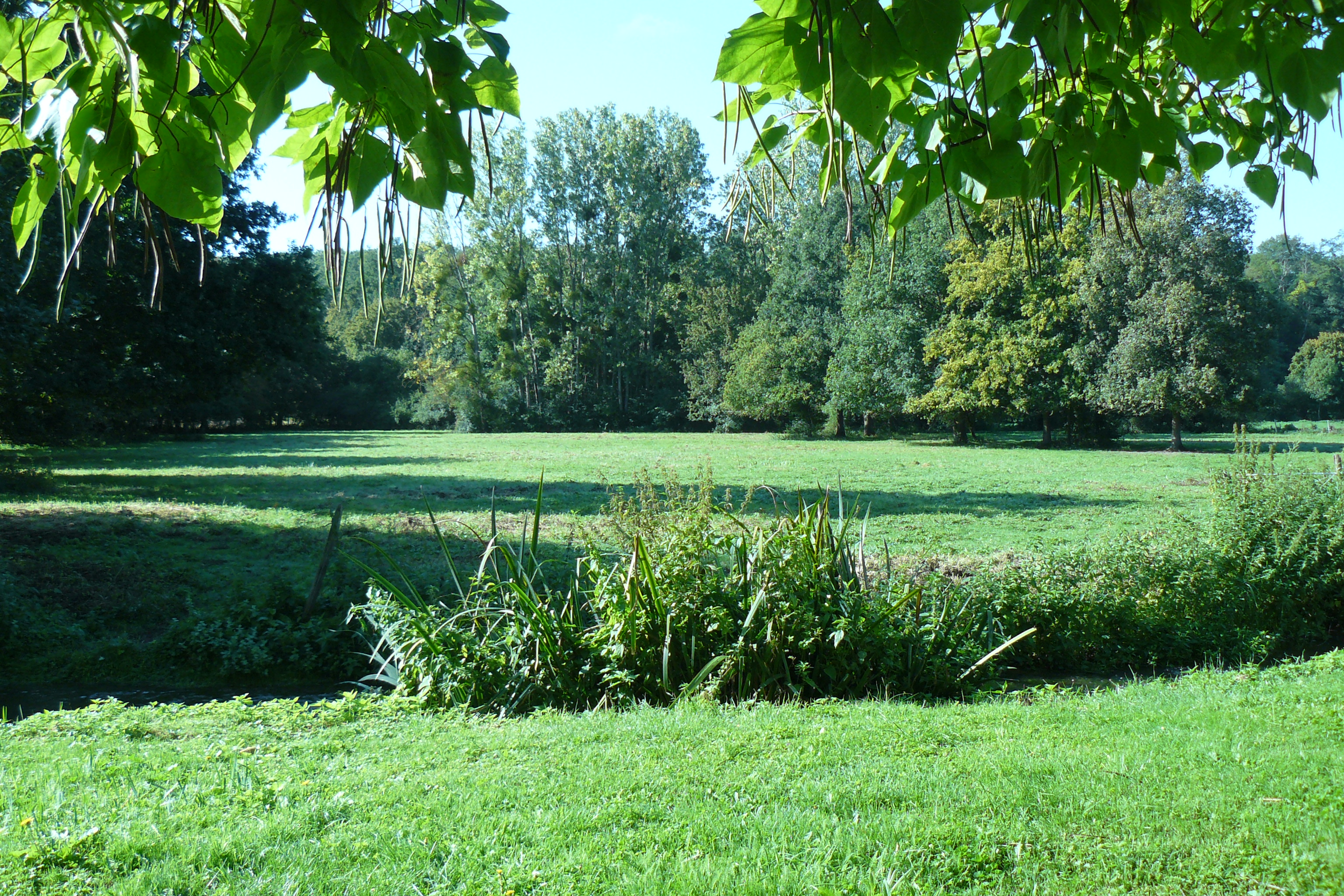
La vallée de la Cléry à La Maison Blanche, Saint-Hilaire-les-Andrésis
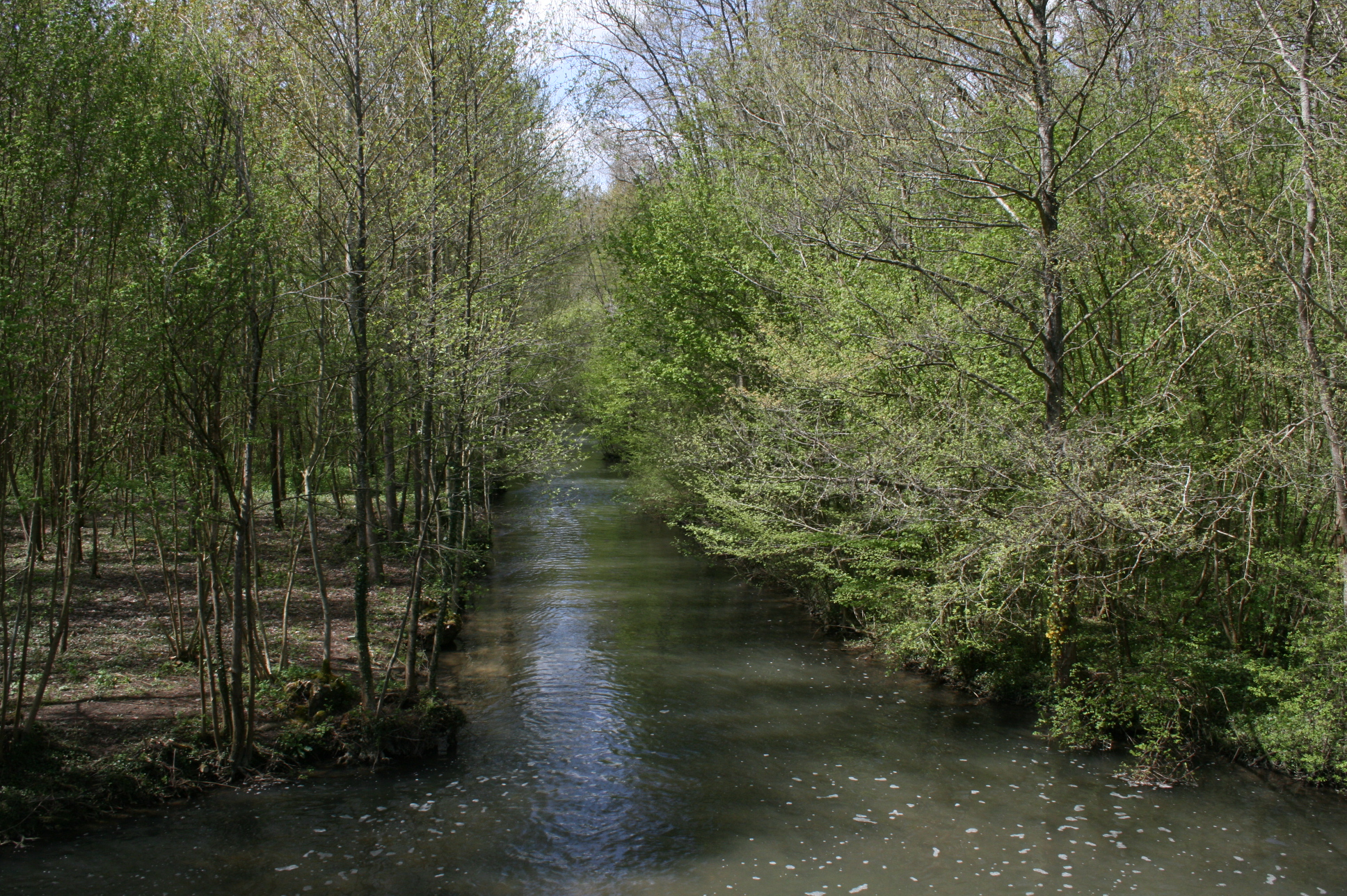
Le pont du Gril de Corbelin à Griselles
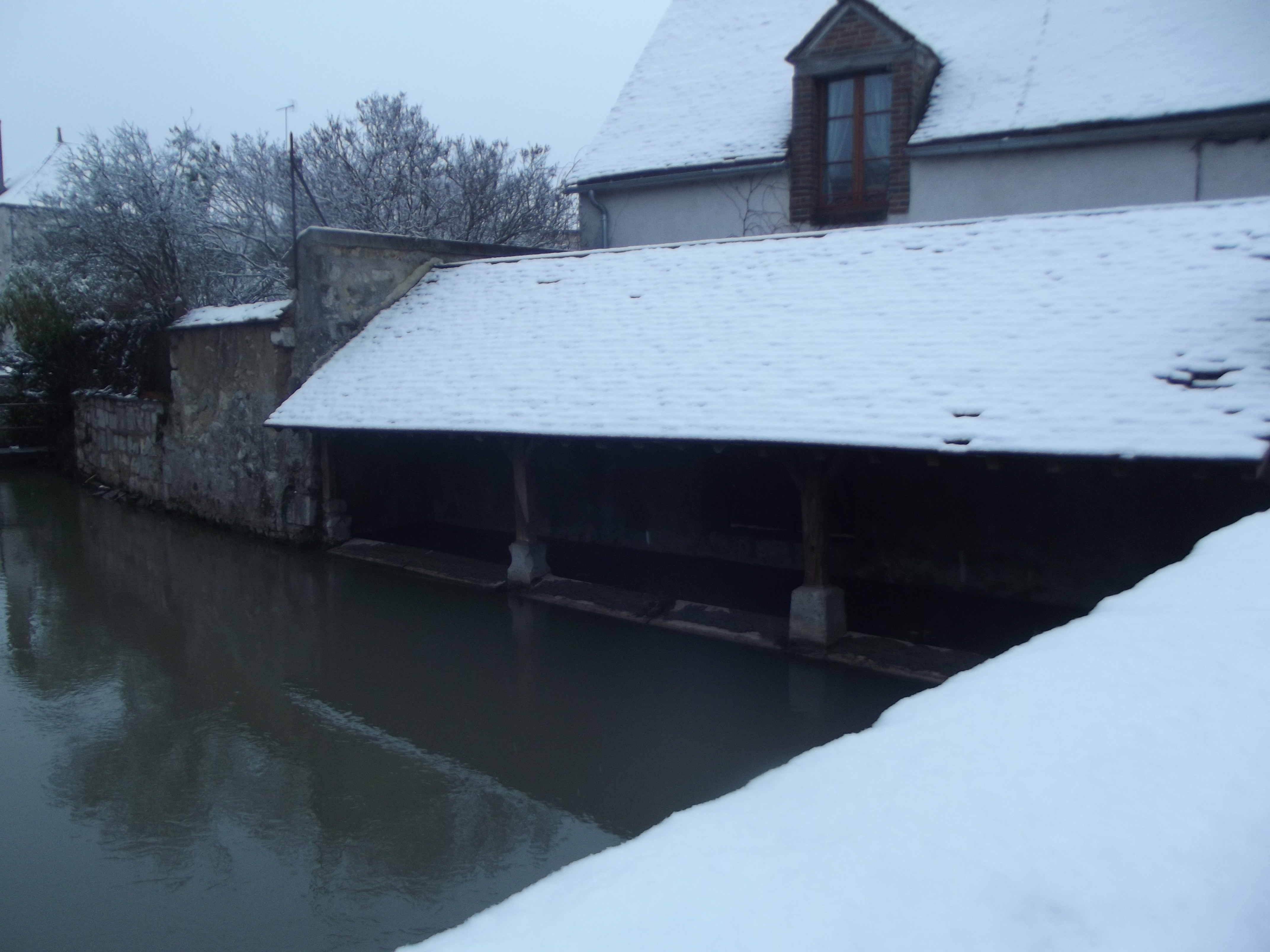
Lavoir sur la Cléry à Ferrières-en-Gâtinais
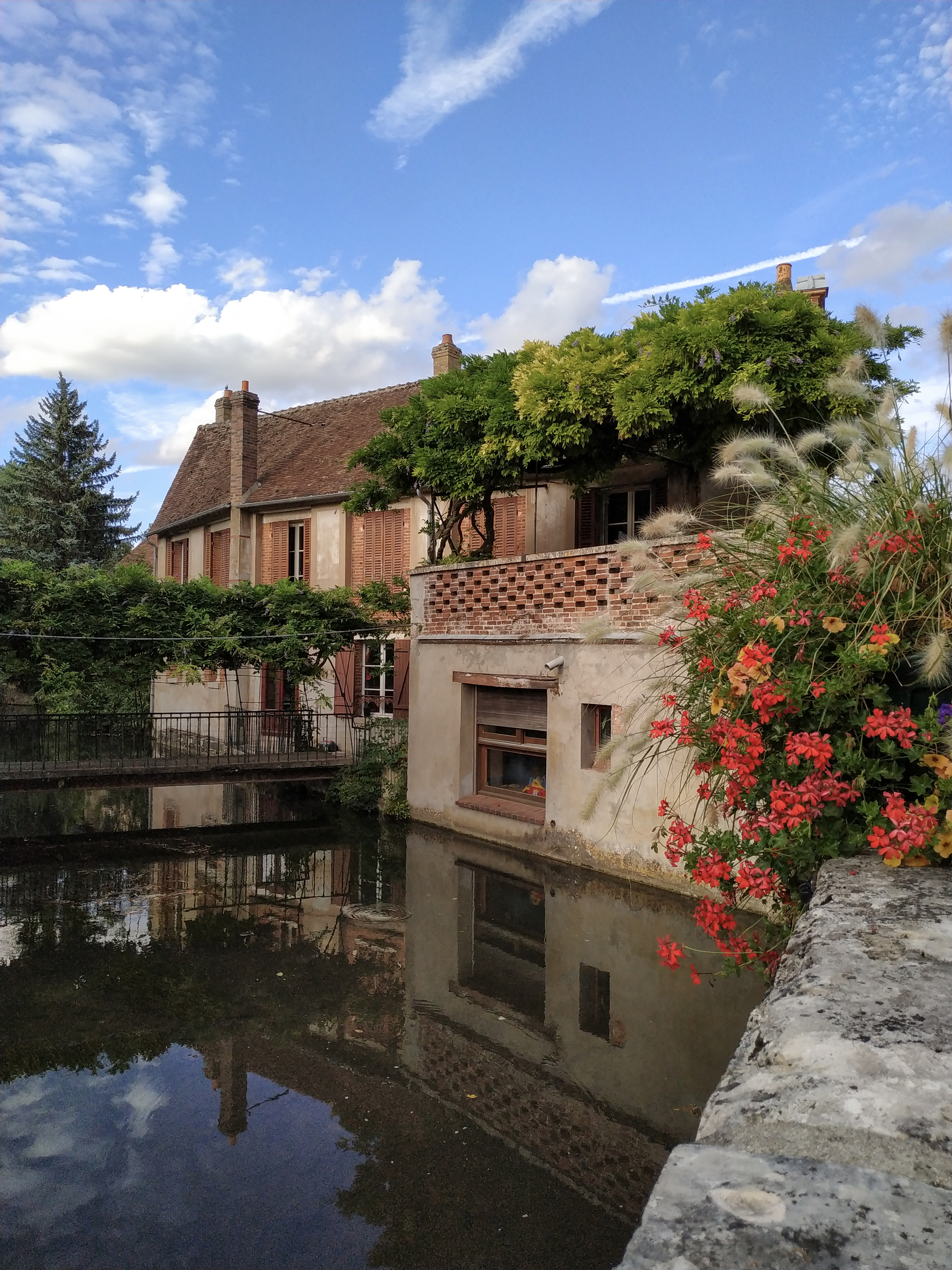
La Cléry à Ferrières-en-Gâtinais